# Raherka et Mérésânkh
La statuette de Raherka et Mérésânkh (Raherka : Rê = le dieu Soleil et Mérésânkh : elle aime la vie) est une statue de groupe représentant un couple de l'Égypte antique de la IVe ou de la Ve dynastie.

## Historique
Raherka a exercé de hautes responsabilités administratives. Il était « inspecteur des scribes du chacal ». Mérésânkh avait pour titre « connaissance du roi », ce qui signifie qu'elle avait accès au palais royal.

## Statue
Le couple est connu grâce à leur belle statue de couple aujourd'hui au Louvre (E 15592), qui est un exemple de portrait dans l'Égypte antique. La statue est sculptée dans du calcaire et mesure 52,8 centimètres de haut. Le mari et la femme sont soigneusement modelés, la figure de Raherka étant musclée. La statue est peinte en plusieurs couleurs. Le mari est peint dans la couleur rouge traditionnelle utilisée pour les hommes, tandis que sa femme Mérésânkh est peinte dans une couleur jaune qui était standard à l'époque. Les perruques et les contours des yeux sont peints en noir.
La statue de Raherka et Mérésânkh a été comparée à celle du nain Seneb et de sa famille. Dans les deux cas, l'épouse embrasse chaleureusement son mari.
L'égyptologue allemand Hermann Junker avait daté la statue du couple de la fin de l'Ancien Empire, et il a été suggéré que la statue datait de la Ve dynastie. D'autres ont suggéré que la pose de l'épouse et les noms indiquaient la IVe dynastie.
La statue a été trouvée en 1902 par Montague Ballard et provient probablement de la tombe D 37, située dans le cimetière ouest du complexe funéraire de Khéops à Gizeh. Des fragments d'une autre statue représentant une femme portant un enfant ont été trouvés juste au nord de la tombe et se trouvent maintenant au musée de Leipzig (Inv. 2446).